# Distretto di Jammu
Il distretto di Jammu è un distretto del Jammu e Kashmir, in India, di 1 571 911 abitanti. È situato nella divisione del Jammu e il suo capoluogo è Jammu.